# Чемпионат Канады по волейболу среди мужчин
Чемпионат Канады по волейболу среди мужчин — соревнование мужских волейбольных команд Канады. Проводится с 1953 года.

## Формула соревнований
В 2023 году чемпионат состоялся после 11-летнего перерыва. Соревнования прошли с 31 марта по 2 апреля в Гатино (провинция Квебек). На первом этапе 9 команд были разделены на три группы, в которых играли в один круг. 8 команд вышли в плей-офф и далее по системе с выбыванием определили финалистов, которые разыграли первенство. На всех стадиях плей-офф соперничавшие пары команд играли по одному матчу. Матчи проводились до двух выигранных партий одной из команд.
В чемпионате 2023 года приняли участие 9 команд: «Данбар Сайклз» (Ванкувер), «Эвертон» (Гатино), «Антачебеллс» (Оттава), «Эглс д’Аюнтсик» (Гатино), «Десигнейтед Дэддис» (Оттава), «Шинобис» (Гатино), «Страйв энд Проспер!» (Оттава), «Экселибер» (Питерборо), «Карлтон» (Оттава). В финале «Данбар Сайклз» победил команду «Эглс д’Аюнтсик» со счётом 2:0. 3-е место занял «Эвертон».

## Чемпионы
| - 1953 «Торонто Сентрал Эстонианс» Торонто - 1954 «Торонто Сентрал Эстонианс» Торонто - 1955 «Торонто Сентрал Эстонианс» Торонто - 1956 «Торонто Сентрал Эстонианс» Торонто - 1957 «Торонто Сентрал Эстонианс» Торонто - 1958 «Торонто Сентрал Эстонианс» Торонто - 1959 «Торонто Сентрал Эстонианс» Торонто - 1960 «Гамильтон YMCA» Гамильтон - 1961 «Гамильтон YMCA» Гамильтон - 1962 «Гамильтон YMCA» Гамильтон - 1963 «Торонто Сентрал Эстонианс» Торонто - 1964 «Гамильтон YMCA» Гамильтон - 1965 «Гамильтон YMCA» Гамильтон - 1966 «Гамильтон YMCA» Гамильтон - 1967 «Гамильтон YMCA» Гамильтон - 1968 «Гамильтон YMCA» Гамильтон - 1969 «Гамильтон YMCA» Гамильтон - 1970 «Гамильтон YMCA» Гамильтон - 1971 «Гамильтон YMCA» Гамильтон - 1972 «Гамильтон YMCA» Гамильтон - 1973 «Гамильтон YMCA» Гамильтон - 1974 «Виннипег Уэсмен» Виннипег - 1975 «Украина» Торонто - 1976 «Ошелага» Монреаль - 1977 «Бон Эйр-Амстел Уэсмен» Виннипег - 1978 «Олимпик» Ванкувер - 1979 «Виннипег» - 1980 «Виннипег» - 1981 «Юнивёрсити оф Манитоба Бизонс» Виннипег - 1982 «Баффало Чипс» Виннипег - 1983 «Олдер оф Уизер» Калгари - 1984 «Юнивёрсити оф Манитоба Бизонс» Виннипег - 1985 «Калгари Олдер Бат Уизер» Калгари | - 1986 «200 Плас» Шербрук - 1987 «Уэст Бич Дженерикс» Эдмонтон - 1988 (запад) «Норт» Реджайна - 1988 (восток) «Ваньер де Лаваль» Лаваль - 1989 (запад) «Баффало Чипс» Виннипег - 1989 (восток) «Лондон Кинельдиего» Лондон - 1990 «Фрикик» Виннипег - 1991 «Стафф Ит» Эдмонтон - 1992 «Кэнак Стафф» Эдмонтон - 1993 «Кэнак Стафф» Эдмонтон - 1994 «Кэнак Стафф» Эдмонтон - 1995 «Кэнак Стафф» Эдмонтон - 1996 «Кэнак Стафф» Эдмонтон - 1997 «Фог» Эдмонтон - 1998 «Кэнак Реликс» Эдмонтон - 1999 «GP Вулвз» Эдмонтон - 2000 (запад) «Фог» Эдмонтон - 2000 (восток) «Сент-Джон Оспри» Сент-Джон - 2001 «Фог» Эдмонтон - 2002 «Фог» Эдмонтон - 2003 «Раффрайдерз» Торонто - 2004 «Фог» Эдмонтон - 2005 «Фог» Эдмонтон - 2006 «Фог» Эдмонтон - 2007 чемпионат не состоялся - 2008 «Фог» Эдмонтон - 2009 «Фог» Эдмонтон - 2010 «Фог» Эдмонтон - 2011 чемпионат не состоялся - 2012 «Раффрайдерз» Торонто - 2013—2022 чемпионаты не состоялись - 2023 «Данбар Сайклз» Ванкувер |